# تصلب ماربورغ المتعدد
تصلب ماربورغ المتعدد (بالإنجليزية: Marburg multiple sclerosis)‏ المعروف أيضًا باسم التصلب المتعدد الخاطف، يعد واحدًا من أمراض التصلب المتعدد البيني وهو مجموعة من الأمراض المصنفة من قِبل البعض باعتبارها أشكالاً مختلفة من التصلب المتعدد بينما صنفها آخرون باعتبارها أمراضًا مختلفة. وهناك أمراض أخرى تنتمي لهذه المجموعة منها الالتهاب المياليني للعصب البصري (NMO) وتصلب بالو المركز وداء شيلدر. وتعد المرحلة الأخطر أحد أشكال التصلب المتعدد الخبيث لدى المرضى الذين يصلون في غضون عدة شهور إلى مستوى خطير من الإعاقة بعد أقل من 5 سنوات من الأعراض الأولى.
ويأخذ المرض اسمه من أوتو مابورغ. ويمكن تشخيصه في الأجسام الحية عن طريق التصوير بالرنين المغناطيسي.
في حالة الإصابة بمرض ماربورغ في شكل بقعة متقرحة واحدة كبيرة، فلا يمكن تمييزها من الناحية الإشعاعية عن الخراج أو ورم المخ. وفي هذه الحالات تظهر الحاجة إلى حج القحف والخزعة لاستقصاء الأمراض الأخرى.
وعادة ما يكون المرض مميتًا ولكن اكتشف أنه يستجيب لعقار ميتوكسانترون، واليمتوزوماب، ويستجيب أيضًا إلى زراعة الخلايا الجذعية الذاتية. وظهر مؤخرًا أنه يستجيب بطريقة متباينة للأدوية مثلما يستجيب التصلب المتعدد العادي.
وحاليًا يعد تصلب ماربورغ المتعدد مرادفًا للتصلب المتعدد التورمي.

## وصلات خارجية
- Marburg's Variant (Mult-sclerosis Encyclopedia)